# 自然農法
自然農法（英語：Kyusei Nature Farming）是日本農民和哲學家福岡正信建立一種的生態農業手法，他在1975年出版的《一根稻草的革命》一書中，對此進行了介紹。福岡正信使用日語將他的耕作方法描述為自然農法，“不需耕作，不需肥料，不需農藥，不需除草，仍然帶來豐收”。儘管自然農法被認為是有機農業的一個子集合，它與有機農業仍有相當差異。

## 起源

### 福岡正信流派的自然農法

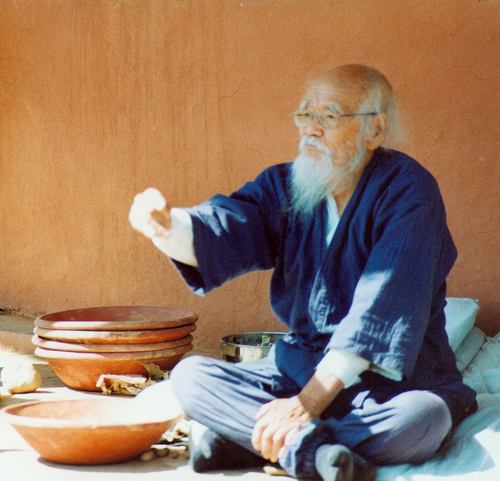
自然農法創始人福岡正信

福岡正信在1937年因肺炎住院，養病期間頓悟無的哲學，並辭去工作。1938年返回故鄉當農民，以種植柑橘、稻米來證明自己「一切無用論」的想法，從此開始實踐自然農法；同年種植柑橘失敗，被父親趕下山另找工作。1939－1946年間，任職高知縣試驗農場，從事病蟲害防治，並繼續研究自然農法，1947年再回故鄉全心投入自然農法研究，並應用在水稻、小麥和柑橘的種植上。1961年開始採用不耕地直播、冬季播種、培植綠肥等耕作法。
由於《一根稻草的革命》一書在歐美的地位，在海外當提到自然農法，大都認為是福岡正信的自然農法，反倒是在日本，當提到自然農法，大都認為是冈田茂吉或是川口由一的自然農法。福岡正信的自然農法並沒有被日本社會接納，就連他的著作都要設法自行出版，因為沒有出版社願冒風險為這種偏離主流的人出書。即使在福岡兒孫輩農場，也沒有採用他的自然農法，而是一般有機農法。《無III自然農法─實踐篇》一書是福岡正信在1972年，實踐自然農法25年後自費出版。直到1985年，日本春秋社才替他編成《無》三部曲：《無Ⅰ神的革命─宗教篇》、《無Ⅱ無的哲學─哲學篇》、《無Ⅲ自然農法─實踐篇》。1978年，大陸學者黃細喜、顧克禮合譯簡體中文版，並黑龍江人民出版社出版。
|                                | 我花了五年的時間進行實驗，來證實鋪撒未加處理的稻草是安全的。我又用了五年的時間，請土壤、肥料學家研究土壤、地力的變化、未加處理的稻草的成份分解、肥效、脫氮現象、還原問題、與微生物的關係等等。另外，我還花了五年的時間，得出這樣一個結論：覆蓋稻草的不耕作直播要比以前的插秧法，收穫量要大。 |
| ——福岡正信，《一根稻草的革命》 | |

福岡正信曾表示：「自然農法雖然稱為『農作法』，但是不能單純以農業的角度來看它，而必須以宗教、哲學、及生命永續的角度來看它。農業是為侍奉神，接近神而存在的；神便是自然，自然就是神。」福岡認為，人類真正的生活，存在於類似原始生活的小農生活之中，在這樣的生活中，才能夠進行大道理的研究。他所描述的理想生活是：立足在某個地方，耕種一小塊土地，最大限度地享用每一天中的空閒時間，這才是理想的農業。
福岡正信說明，現代農業所以能夠獲得高產量，主要是靠多施化肥、多用農藥、施以除草劑和勤於機械作業等技術。但是，這種科學農業法其實是一種病態農業。福岡正信看到了現代科學農法的問題，以及它會帶來的災難，他希望推動一場農業的革命，最終目的是要確立一種不僅能生產農作物，而且還有助於人類自我完善的農作法。福岡正信從日常農作中感悟出如同老子般的哲思以及對簡單生活的肯定，他的農業哲學及對地球生命科學的思考，使得他發明將植物種子放入黏土中並製成糰子的種植法，在控制沙漠化方面的努力，於日本與世界各地獲得極大迴響。

#### 與樸門的淵源

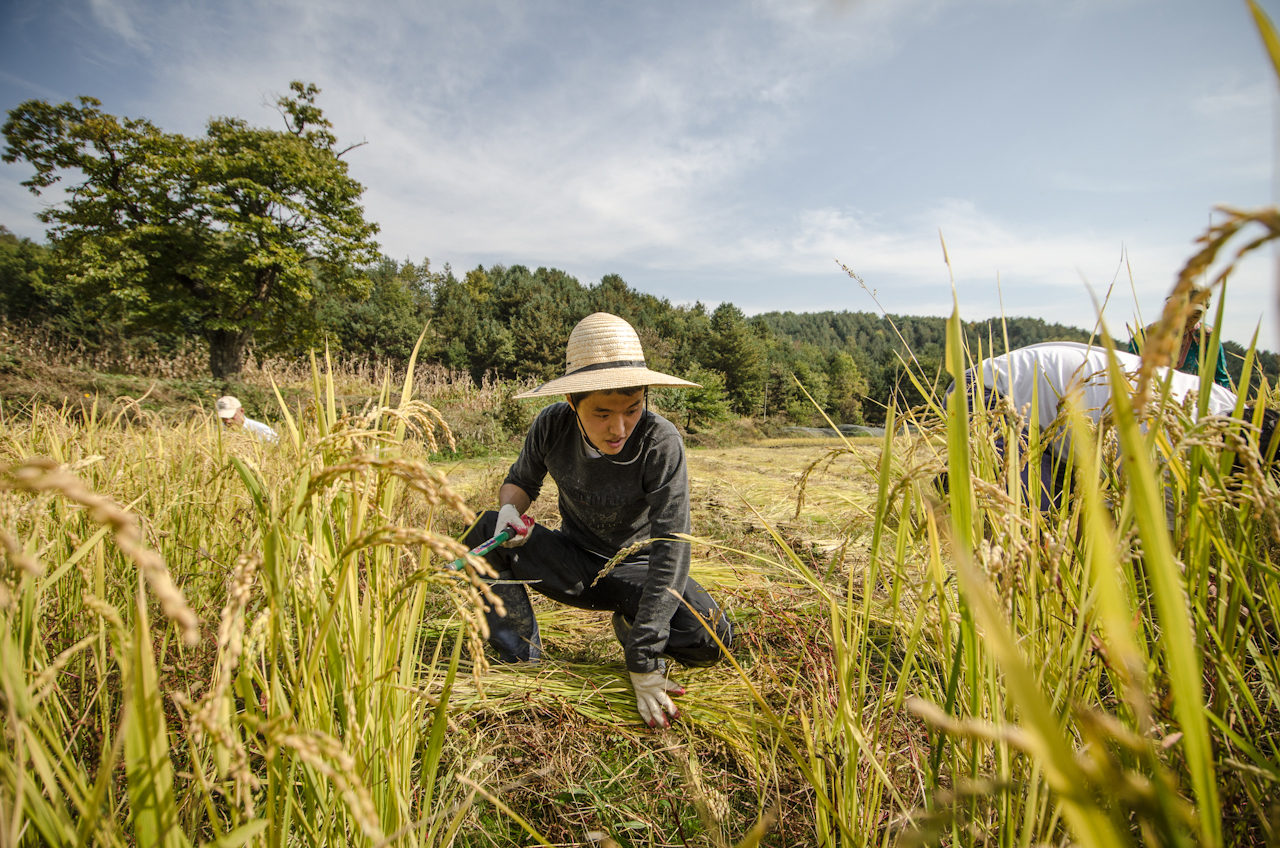
一位年輕人在自然農場裡協助收割水稻，取自紀錄片《Final Straw: Food, Earth, Happiness》

福岡正信與樸門其實有一段淵源，1986年他參加一場在美國華盛頓州奧林匹亞舉行的樸門聚會，在這裡遇見了比爾·莫里森。比爾·莫里森是樸門的創始人，在其著作《樸門概论》（Introduction to Permaculture）中，多次提到福岡正信，對於福岡的理念深表認同。樸門擷取了許多福岡正信的自然農法觀念，例如：旱地直接播種、不耕地的穀物耕作方式（稻麥混種法）、食物森林（多層式植栽）、把蔬菜當野生植物一樣種植、粘土糰子等。除了農業技巧之外，樸門還學到了以自然模式去設計它的實務策略。自然農法的哲學思想提供了樸門一個實質的精神基礎，這是它在早期的教學中所缺乏的。自然農法的理念和樸門似乎相契合，但是在做法上卻又相對立。樸門強調適切的科技運用，以人的智慧去規劃符合自然而且能自給自足的永續生活；福岡則將人的智慧視為助紂為虐的工具，認為它只會讓人與自然漸行漸遠。

#### 川口由一的自然農
川口由一被廣泛認為是第二代自然農法的主要實踐者，他是赤目自然農塾的創辦人。NHK節目《心的時代 宗教，人生》曾介紹過川口；他在紀錄片《最後的稻草：食物，地球，幸福》中扮演核心角色後，提高了在日本之外的知名度，他的訪談也被翻譯成多種語言。

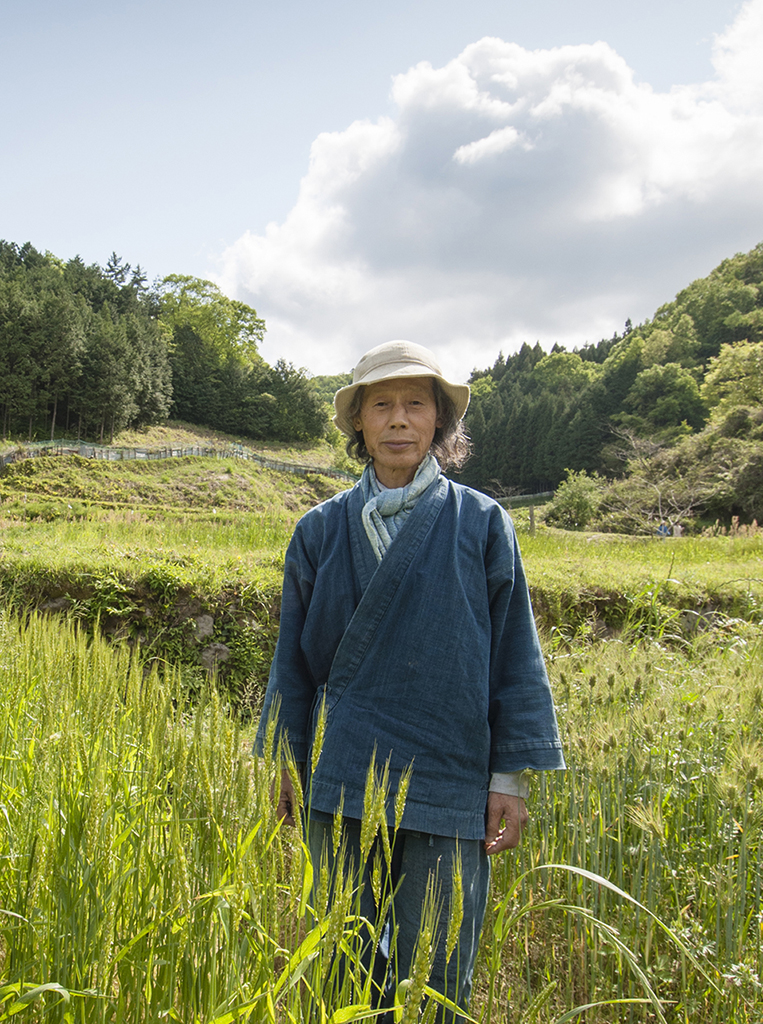
赤目自然農塾的川口義和

1939年，川口由一出生於奈良縣。為日本「自然農」先驅者、指導者。川口氏為農家子弟，經歷了使用大型機械和農藥的時代，他受到福岡正信、藤井平司等人的思想影響，開始實施不耕起，不除草的栽培法，以「自然農」之名在日本廣為流傳，透過在奈良縣、三重縣廣為人知的赤目自然農塾向日本全國發信。川口認為，決定要做自然農的人，大概都是沒什麼錢，面臨人生方向大轉換期的人，如從公司離職的人或學生，所以他不收費，自然農墊的營運，則是靠墊生的自主捐款。
關於自然農，川口由一將它提煉為3個原則：
1. 不需耕作
2. 不要把草或昆蟲當成敵人
3. 附隨、符合、服從生命，交給自然農

最初因實施慣行農法而導致心身生病，於1970年代後半開始研究自然農：實踐不耕耘、不用肥料農藥的稻麥蔬菜果樹之栽培方式。也主持學習自然農與漢方、中醫學的私塾，包括：奇妙的田園之會、赤目自然農塾、漢方學習會。這開啟了福岡自然農塾...等日本全國的自然農法學習風潮，並遠赴各地指導自然農的思想與實踐方式。曾任教於靜岡大學農學系、愛媛大學農學系等。著作有《自然農：川口由一的世界》（合著，晚成書房）、《站在奇妙的田園中（妙なる畑に立ちて）》（野草社）......等。

#### 木村秋則的自然栽培

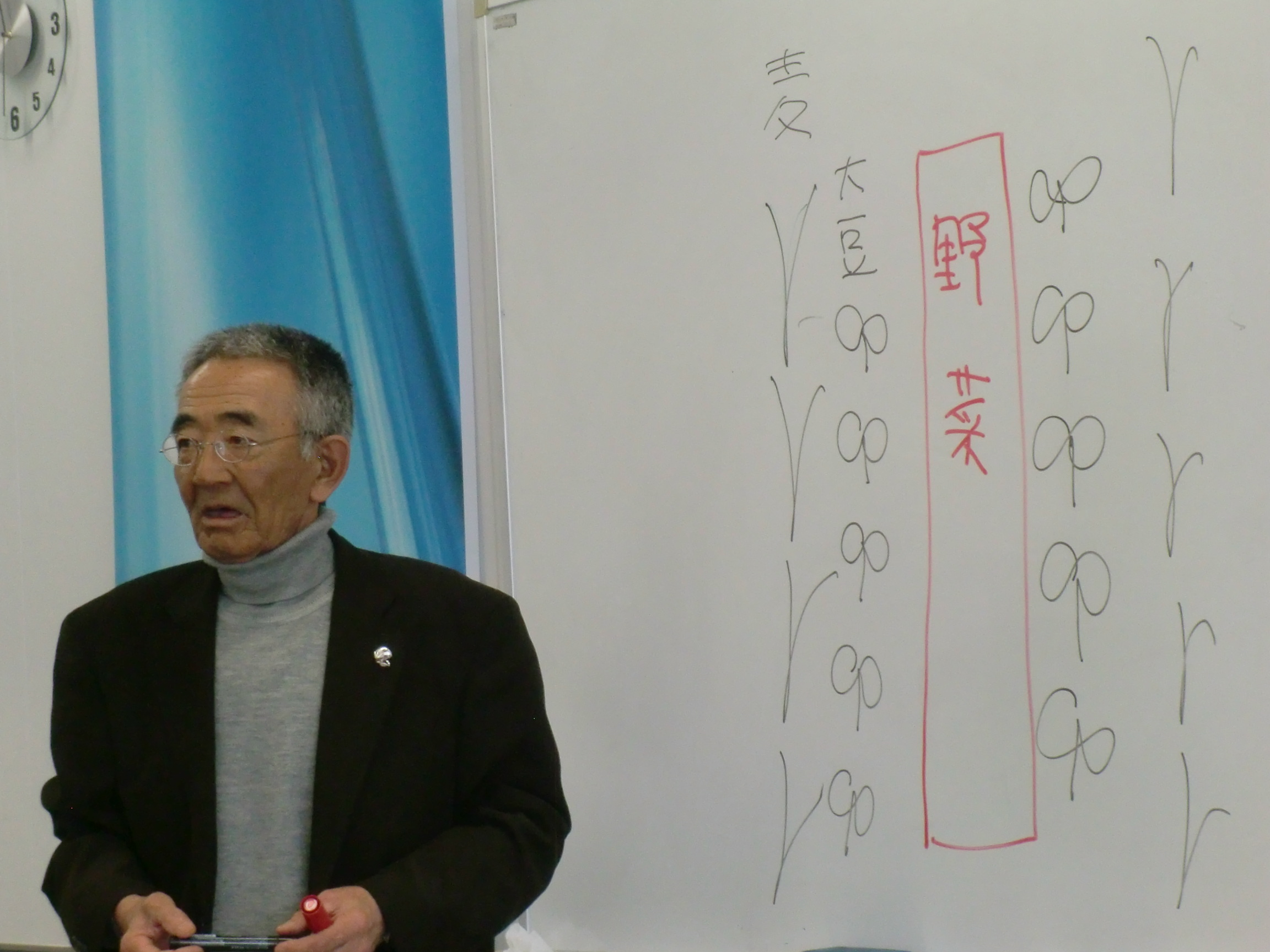
木村秋則講解蔬菜、大豆、麥混植

2006年，青森縣農夫木村秋則的故事在NHK「Professional～專家的作風」播出後，故事也被寫成一本書《這一生，至少當一次傻瓜》。2011年（平成23年）6月17日，聯合國農糧組織將木村秋則的自然農法栽培列為重要施行方法，簡稱木村法則（A.K. method）。世界首位實施無農藥、無施肥栽培蘋果成功，電影《奇蹟之蘋果》（奇跡のリンゴ）就是以他的人生經歷改編。後來，木村秋則創辦「木村秋則自然栽培農学校」，並擔任该校校長。
|                                        | 我用木棍戳那本耕耘機的書，結果，旁邊的書也一起掉了下來。我慌忙撿起來，發現旁邊那本書的角摔爛了。地上積著的不知道是雪還是雨，所以書上也沾到了一些泥巴，沒辦法我只好連那本書也一起買回家了，我記得好像要兩千圓。用那麼不值錢的紙，居然那麼貴。書的裝訂品質也很差，光是打開，書好像就快散了。我覺得吃了大虧，把書帶回家後，也丟在那裏沒看。書店把那本書放在那麼高的地方，一定是因為銷路不好。 |
| ——石川拓治，《這一生，至少當一次傻瓜》 | |

木村原本使用慣行農法，後來因妻子美千子對農藥過敏，每次噴灑完農藥就會臥床不起，所以希望能找到解決方法。他表示，如果不是因為一個偶然的機緣，或許會放棄種蘋果，而改使用耕耘機種植玉米。那天木村出門找書，前往鎮上的幾家書店。在將近半年至一年後的時間，他才開始看那本書，封面上有稻穗的照片，書的最前面寫著『什麼都不做，也不使用農藥和肥料的農業生活』，而那本書正是福岡正信寫的《自然農法》。經過10年歉收，終於栽培出無農藥、無肥料蘋果。針對蘋果栽培，木村還導入大豆作為植被，與蘋果共生，利用根瘤菌來增加氮素。除了鋸子和修枝剪，木村一直使用的工具是数码相机，這是為了記錄各種有害生物和病原體的生態。

### 岡田茂吉流派的自然農法
岡田茂吉創立了世界救世教，藉由宗教來傳達自然農法的理念。岡田於1935年（昭和10年）便開始推廣無化學肥料、無農藥栽培。1980年，在美國華盛頓州以他的名字設立岡田茂吉協會（Mokichi Okada Association）这一國際組織，開始對全球推廣。
岡田茂吉流派的自然農法主要有以下幾種：
- 秀明自然農法：由神慈秀明會推廣，強調「自家採種」和「農家對作物的愛心」。
- MOA自然農法：由MOA國際自然農法協會推廣，強調「天人合一」的理念。
- 自然農法大學校：由岡田茂吉的長子岡田光玉創立，以推廣自然農法教育為主。
- 大仁農場：由MOA自然農法協會推廣，以推廣自然農法體驗和教育為主。
- 自然農法國際研究開發中心：由岡田茂吉協會推廣，強調自然生態系循環原理、土壤清淨、自家採種、輪作、混作、覆蓋土壤等。
- 救世自然農法等

此外，還有一些其他團體和個人也在推廣岡田茂吉流派的自然農法。
推廣救世自然農法的岡田茂吉協會，在岡田死後繼續在日本和東南亞繼續推廣各項工作，它被認為是日本技術轉移至農村的主要生態農業系統。像MOA自然農法的源頭是岡田茂吉所創的世界救世教，但是因教團的不同，自然農法也各有不同。目前，救世教主要分成伊豆能売、東方之光、主之光、神慈秀明會四大教團，每個教團基本上都是照著他的思想來實施自然農法，但隨著時代改變，也各有不同的變化。源頭基本的核心思想皆是尊重順應大自然，發揮土壤本來的力量，以作物為主體，進行自家採種。

#### 秀明自然農法
提倡秀明自然農法為神慈秀明會的創始者小山美秀子，她原先也是跟隨救世教的信徒，但在1970年（昭和45年）脫離，故另稱「秀明自然農法」。總部位於滋賀縣甲賀市，他們沒有固定的研修單位，但能透過介紹到先進農家學習。秀明自然農法幾乎完全照著岡田氏的自然農法論述來做，即無農藥、無肥料、連作、自家採種。重視土壤的清境，因此會透過連作，自家採種來去除土壤和種子裡的肥毒。除了使用落葉或枯草等天然堆肥外，絕不摻入任何不純物質，以淨化土壤，發揮土壤原有力量的農法。

#### MOA自然農法
MOA是岡田茂吉協會的英文縮寫，该组织以推動自然農法或藝術、文化為宗旨，有著20萬會員家庭。會員皆透過生產、食用、購買、作義工等各種方式，實現他們的生活主張。在組織運作方面，目前以「普及會」取代「產地支部」，參與者有農民、會員和一般愛好者，關注的議題是自然農耕及自然食的推動，也包含和消費者互動的部分。兼業農人則以自己耕作的家庭菜園，親身實施自然農法，並透過分享自然農法收成的方式，吸引了更多人參與購買的行列。
MOA自然農法屬於東方之光教團。關於動物性堆肥，原則上不建議使用，除非其來源是可信任的。關於草，若影響到作物生長還是會除去。除了自然農法的部分，另外還設有《MOA特別栽培》，鼓勵不用農藥就難以栽培的品項，如：蘋果，草莓等，減要量至法定四分之一以下。MOA追求完全不施肥料與農藥的境界，在標章認證上，除有「自然農法產」、「自然農法轉換期」外，尚有「移行栽培」等級，只要能採取「減農藥栽培」措施（農藥用量在國家標準4成以下），就給予認證，使產品能流通在MOA或市面上其他通路。同時，他們將作物分成「可以做到有機栽培」及「不易進行純有機栽培，但是可以做到『減農藥減化肥』」兩大類，地方政府會給予「特別栽培」標章。

##### 大仁農場
1982年，MOA在靜岡縣伊豆之國市設立占地100公頃的大仁農場，成為最佳的示範區，區內有農場、牧場、菜園、花園、林地以及超市、餐廳等。園區內自給自足、循環使用。大仁農場已開始不使用任何堆肥，改用綠肥，實施連作，回歸到岡田氏提倡的原點。以及透過科學研究而成立的微生物應用技術研究所；還有專門培養人才的自然農法大學校、培訓全球22個國家的自然農法推廣人員的MOA自然農法研修中心等。例如：針對有機高麗菜，其中土地是否需要輪作的問題，若是一時或單次研究報告，難以得到完整驗證，於是他們便展開一連串的田間實驗，而農場中有不同的區域進行的連作與觀察。根據研究人員表示，他們必須持續觀察十年，才能知道答案會是什麼。

#### 自然農法研究中心的自然農法
自然農法國際研究開發中心屬於伊豆能売教團，位於長野縣松本市波田，其自然農法的特色是在育種，培育能適應低肥環境，並能與雜草競爭的種子。除了獨自開發的自然農法育成F1種，同時還有固定種、在來種、自家採種素材，每年會定期頒布種子的目錄，可以上網瀏覽購買。
根據國際自然農法研究中心的研究員徐会連表示，岡田茂吉的自然農法是基於以下原因：肥毒存在；肥料污染土壤，而削弱其生產力；過量施肥導致害蟲爆發；對病原體有利的養分易導致疾病；自然農法生產的蔬菜和水果的味道比化學農業更好。
該中心導入了琉球大學的比嘉照夫教授所開發的EM菌（Effective Microorganisms），為酵母菌、乳酸菌、光合菌等多種細菌的共生群。他們將其廣泛運用在育苗用土、基肥、灌溉用水等處。另外，他們也有提供自然農法研修，比起大仁農場的一年或兩年，自然農法中心為八個月，分為蔬菜、水稻、育種三個課程。

## 種子
岡田茂吉與分支的自然農法，有留種子自種、植物育種的行為。2005年，從事秀明自然農法的夫婦黎旭瀛、陳惠雯告訴台大教授郭華仁，關於秀明農法提倡留種、自播的工作。2006年，綠色陣線協會也邀請澳洲保種專家抵台演講，與郭華仁主持的台大種子研究室交流，將外國做法引進台灣。2010年，大地旅人再舉辦種子保存工作坊。
2011年，全球商业种子的市场价值就已经达到了344亿美元。暴利背后是商业公司的垄断，75.3%的全球种子市场都被世界十大种子公司控制，而前三大种子公司掌握了53%的市场份额。种子自由市場越来越被种子公司控制甚至垄断，而科研也由种子公司和科研院校所主导。欧洲成立“植物新品种保护联盟”將農民自古以來的若干留種行為視為違法。

### 農民保種運動
UPOV條約原本允許農民留種，後來這樣會削弱品種權，因此於1991年更改條約加以限縮，由各國自行決定何種情況允許農民留種。例如：澳洲法律至今仍允許農民留種；而美國、日本使用種子播種，農民皆能留種自用（但不可販賣）；歐盟與台灣較為嚴格，限定只有若干糧農作物可以留種。

#### 
2002年，南韓加入國際植物新品種保護聯盟（UPOV），2012年起合約生效。旨在鼓勵開發植物新品種，保護植物新品種的權利，透過植物育種創新來促進農民增加可種植的品種。UPOV讓跨國企業買走許多種子，韓國種子公司因此倒閉，當地農民失去種子的所有權，想要栽種某個特定品種，卻無合法育種權，每年還須向跨國企業購買種子或種苗。
2008年，韓國女農協會（KWPA）展開了田野調查，全國各分會的女農志工們利用農暇期間，踏遍鄰近鄉鎮村落，去記錄每一家戶保留了哪些地方種子。找回留種歷史最長是延續種植了近200年的種子，而其它種子起碼也有50至70年歷史。將韓國人自家種子透過出版品的目錄、照片、文字記錄以及ISBN登記，來證明某一地方種子是屬於某一位農民所擁有，以保障南韓農民的種子權。就找到一種可以在雪地裡越冬的本土蔥，透過出版品登錄證明屬於當地品種，開放給所有農民種植。

#### 臺灣
台灣大學農藝系教授郭華仁表示，有機農業規範、驗證準則每個國家都有一定的標準。種苗是其中一項，規範種苗來源。而台灣和其他國家地区明顯不同，幾乎是唯一不規定有機耕作必須使用有機種苗。台灣的有機農民大多跟種苗公司買種苗，而這些種苗是以慣行農法生產採集得到。日本有機農民大部分自行留種，水稻約70％、蔬菜雜糧也達到60％，留種情況相當普遍。有機農民留種，變成有機種苗的一種管道。目前有些種子農民已經找不到原生種，讓留種陷入困境。慣行農法普遍使用雜交一代種子，缺點是無法留種，這是種苗公司用來壟斷種苗的方法。
台灣若干民間團體約2006年就開始提倡「農民保種」，主要為大地旅人、秀明農法成員（當時尚未成立協會）。綠色陣線協會於2006年5月邀請澳洲種子留種者組織創辦人米歇爾·範頓與會演講，各組織都認為「自留種」也很重要。因此2010年9月，郭華仁教授再以台大農藝學系的種子研究室名義，邀集各單位舉行第一次的農民保種座談會，會中對全國性推動農民保種運動達成共識，初期先採取較為鬆散的合作型態，分別舉行保種活動，其他團體或個人則盡可能互相支援，將各自活動與相關技術，集結於農民保種網站。

### 參與式植物育種

#### 美国
參與式植物育種及有機農業。有機農民需要可適應其特殊土壤、養分供應、管理操作及病蟲害壓力之改良品種。育成此類具適應性品種的方法之一，就是將育種程序置於預期使用環境下來進行（例如直接在有機田區與農民合作進行）。此模式為參與式育種（participatory plant breeding，PPB）的形式之一，而其最初係為滿足發展中國家所受照顧不足的小農需求而來。美國有機農業運動歷史突顯出有機農民參與育種過程之文化關聯，補充參與式育種在生物學上之基本理由。

#### 中国大陆
1999年，为了解决困扰中国农村的各种问题，一群农村女性、几个乡镇、两个育种机构和中国农业政策研究中心（CCAP）展开一项全新计划。地处中国西南，农业生产条件脆弱的广西省开始了相关实验。这项计划由农业政策研究中心高级研究员宋一青发起，内容包括：轮作和使用有機肥…等。整个项目核心即是所谓“参与式植物育种”，由专业育种人员与农民合作改良作物品种。该计划还开拓推销本地作物的新方法。在研究团队支持下，当地农民成立两个有机绿色种植协会。起步时只有10名农民会员的有机绿色种植协会不久便得到了非政府组织“社区伙伴”的技术指导和资金支持。该组织总部设在香港，旨在支持减贫和基层发展。
香港民间组织“社区伙伴”（Partnerships for Community Development，简称PCD）在贵州黎平侗族社区，地方传统稻种传播参与式育种。PCD提供的数据显示，贵州黎平县香禾糯，一种本地侗族水稻品种，也是当地种植历史最长、最具特色的稻类品种。种植面积占稻田总面积的比例，从上个世纪50年代的75%大幅下降至2013年的不足5%。PCD先进行了社区研究，了解地社区种植和食用传统糯稻的情况。PCD发现，对于当地侗族社区而言，香禾糯绝不仅是一个自然植物作物，更与当地少数民族文化、民族身份认同和社区生活有着密切的联系。而且，传统糯稻的种植不仅与一套整全的民族文化、社区生活方式密切联系，它的种植方式本身也伴随着一套整全的和独特的可持续农业生产模式。

#### 臺灣
長年推動有機農業與非基改運動的台灣大學農藝系退休教授郭華仁，他曾經統計有機農業，在農業科技上的經費，結果發現總經費近60億當中，有機農業相關的計畫案只佔5千萬左右，如果農委會要大力推動有機農業，相關的研究經費應該跟上，並且大幅度調高。例如：育種方面，許多作物還是基於使用化學農藥及化學肥料的情形下，來進行品種育成，讓有機農業難有適合品種能採用，而有機農業應該跳脫傳統育種，採用讓研究機構與農民共同進行的參與式育種。郭華仁指出，目前有機農法逐漸興盛，但品種都是別處育成的，應該推動「參與式育種」，由各區農業改良場完成初步交配工作，再將種分送給各地農民種植，因為台灣各地氣候條件不同，很難有一個品種是全台適種的。透過參與式育種，讓各地發展出適種品種。除了育種之外，也需要建立作物栽培制度。郭華仁也建議，各農改場應該組合出幾個作物組合，以因應一年四季、不同氣候條件耕種，應該多嘗試幾種組合供農民選擇。

## 地區
不同地區的差異，與農法的變化。

### 臺灣
根據中華民國有機農業產銷經營協會定義：依有機農業實施準則，完全不使用化學肥料、農藥，且必須完全使用未受污染之有機肥料，並採行自然方式進行病蟲害防治。1990年4月27日，財團法人國際美育自然生態基金會成立，承辦台灣地區的有機稽核驗證業務。

### 
趙漢珪创立了趙漢珪自然農法（CGNF）。他所推行自然農法法則（三氣：水氣、熱氣、空氣；二熱：天熱、地熱；三體：天體、地體、氣體），乃是他師法聖經、自然、四健會及良知，並赴日本向山岸巳代蔵等三位老師學習精神與心靈、酵素與微生物及植物營養循環理論，融會貫通後再加上個人創見所形成。

### 泰國
KKF自然農法：最主要技術是農民自己選種、育種、留種，並自行採土養菌用以改善土壤，並且利用微生物來分解稻桿，使其成為最便宜而方便的有機質來源。更可用微生物菌水來製作低成本及再生資源的液肥與堆肥。學習適地適種，輪作等觀念。

### 印度
零預算自然農法（Zero Budget Natural Farming）是印度最受歡迎的自然農法模式，並由帕德瑪·斯里·蘇巴什·帕萊卡發展此套耕作系統。“零預算”一詞的意思是不使用任何信貸，也不花任何錢購買。ZBNF是一套耕作方法，也是一種基層農民運動，已經擴散到印度的各個邦。

## 與有機農業之差異
有機農業（organic farming，或稱有機農法）會採用輪作降低病蟲害問題與產量下跌；但自然農法容許單一作物連作，表示產量約在4至5年後恢復。茶樹是自然農法的重要栽培示範，每年透過覆蓋修剪後的茶樹枝葉在表土以維持地力，十多年後仍可維持一定產量。肥料使用是自然農法與有機農法的另一差異，一般有機農業可以施用有機肥料，但是最嚴格的自然農法完全不施肥；台灣在1994年至1996年間引進MOA自然農法時，設立了〈自然農法執行基準（台灣版）〉，允許天然有機肥料使用。在2006年，執行基準再次修訂，修正為推行第三版。因此MOA雖然是國際有機農業聯盟（International Federal of Organic Agriculture Movement，簡稱IFOAM）的會員之一，但是它採取自己的獨特認證形式。MOA發源於日本，在2001年時曾成為「有機JAS」的驗證機構，不過旋即於2004年退出而自行發行認證。

### 第三方見解
尼哈·巴拉巴德認為自然農法與有機農業的主要區別有：
- 在有機農業中，有機肥料和糞肥，像堆肥、蚯蚓糞肥、牛糞肥等，它們從外部來源被添加到農田中。
- 在自然農法中，化學肥料、有機質肥料都不會添加到土壤中。實際上，沒有在土壤中添加任何外部肥料，或給予本體任何肥。自然農法鼓勵在表土，透過微生物和蚯蚓進行有機物的分解，在此期間逐漸在土壤中增加養分。
- 有機農業仍需進行基本農業實踐，例如：耕作、整地作畦、施肥、除草等。
- 在自然農法中，沒有耕作、沒有整地作畦、沒有肥料，也沒有在自然生態系統中除草。
- 有機農業依然昂貴，由於需要大量糞肥，對周圍環境有生態影響；而自然農法是一種極低成本的農業手法，與當地生物多樣性完全融合。

C-K TABLE在比較不同的耕作制度時，认为其三個主要區別是：
1. 有機農業始於建設健康土壤，管理地下的生物活動，並種植健康植物；鑑於自然農法不是要建立土壤微生物學，而是要讓土地獨自生存，讓過程自然發生。自然農業是一系列不應該做的事情，讓大自然接管。這是一種心態，而不是一套運作原則。
2. 自然農法是指不耕作，不除草和不修剪植物。相對之下，有機農業無法不做事情，在一系列“不做”中。例如，在有機農業中，犁是農民的基本工具。控制雜草是有機農民面臨的最大挑戰之一。不除草極有可能導致作物歉收，或非常難按時收穫。
3. 在有機農業中，如果需要對蔬菜或果樹進行修剪，可以由農民來完成；因為自然農法是由創造者設定的指導原則，因此不進行修剪，而這是自然界不會發生的。